# Santi Quirico e Giulitta
Die römisch-katholische Titelkirche Santi Qirico e Giulitta in Rom ist benannt nach dem Heiligen Quiricus und seiner Mutter, der Heiligen Julitta, welche im Jahr 304 das Martyrium in Tarsus erlitten. Die Kirche steht im Stadtzentrum von Rom hinter dem Augustusforum.
Die Kirche wird vom Ordo Franciscanus Saecularis verwaltet. Das Patrozinium wird am 16. Juni gefeiert.

## Geschichte

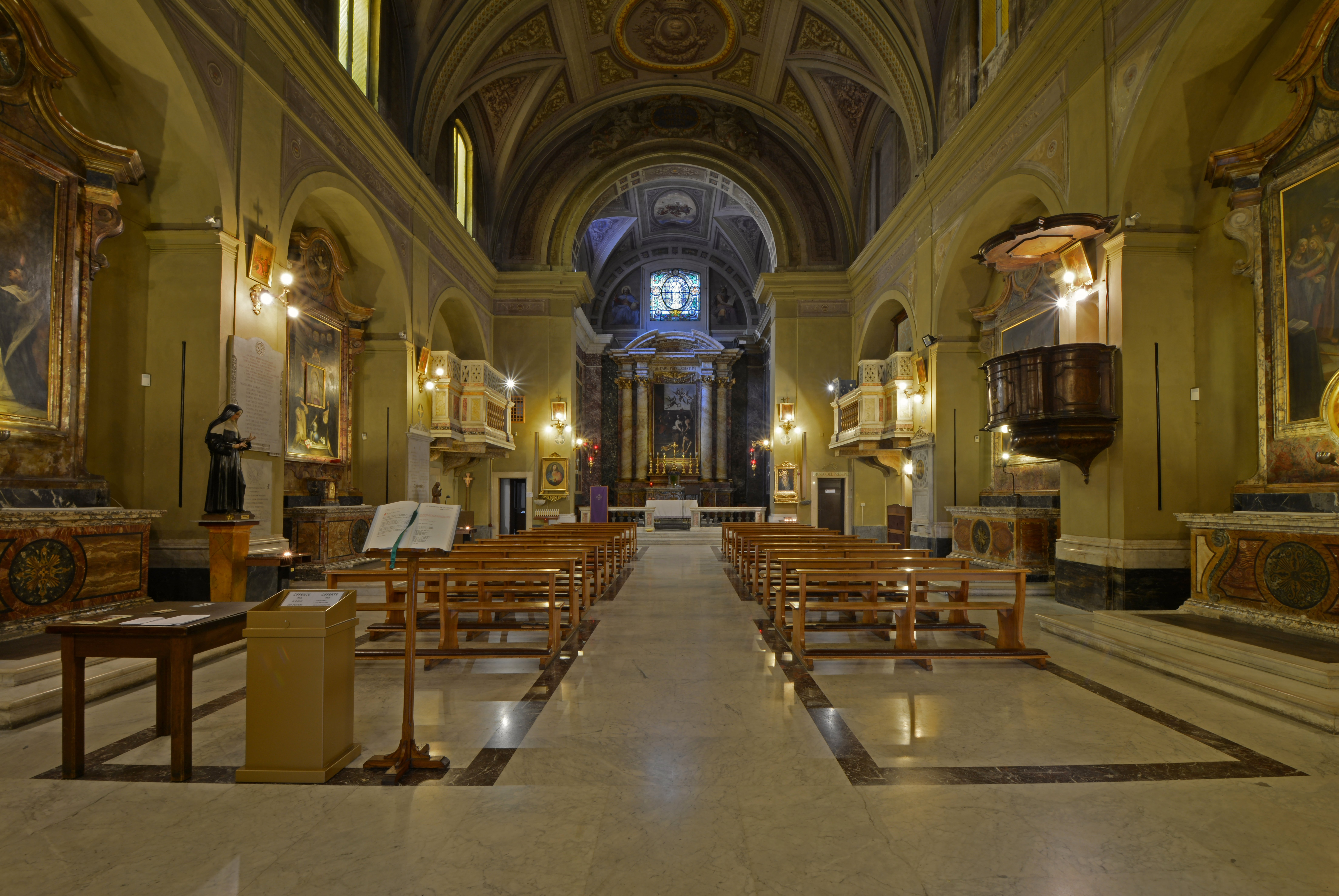
Innenansicht der Kirche

Die erste Kirche an diesem Ort wurde im 6. Jahrhundert unter Papst Vigilius erbaut und war ursprünglich den Heiligen Stephanus und Laurentius geweiht. Im 14. Jahrhundert wurde sie im gotischen Stil umgebaut.
Die Reliquien des Heiligen Cyriacus wurden 1475 dorthin und später nach Santa Maria in Via Lata übertragen. Die Übertragung könnte durch den Irrtum, dass es sich bei dem Heiligen Cyriacus und dem Heiligen Quiricus um die gleiche Person handelte, verursacht worden sein. Die Kirche brannte 1716 ab. Papst Innozenz XII., der Kardinalprotektor dieser Kirche, ließ die Kirche wieder aufbauen und gab sie den Dominikanern von San Marco. Sie wurde von Filippo Raguzzini entworfen und 1733 fertiggestellt. Die letzte Renovierung fand zwischen 1965 und 1970 statt.
Die Kirche hat viele Verbindungen mit Irland. Sie war die erste Kirche des Päpstlichen Irischen Kollegs, bevor es an seinen heutigen Standort umzog. Einige Studenten des Irischen Kollegs des 17. und 18. Jahrhunderts wurden dort begraben. Sie wurde am 13. April 1587 zur Titelkirche erhoben.

## Kardinalpriester
Liste der Kardinalpriester: Santi Quirico e Giulitta (Kardinalstitel)